# 5·29 경제 개방 조치
5·29 경제 개방 조치(5.29 經濟開放措置) 혹은 경제개발구법 제정은 조선중앙통신은 2013년 5월 29일 조선민주주의인민공화국에서 경제개발구법이 채택이 되어 이와 관련한 조선민주주의인민공화국 최고인민회의 상임위원회에서 5월 29일 발표됐다고 보도한 것을 바탕으로 한 경제 개방 조치이다.

## 개요[1]
경제개발구법 제정은 조선민주주의인민공화국이 2013년 4월 1일 최고인민회의에서 경제개발구 창설을 위한 사업을 추진하기로 결정한 데 따른 후속조치로 해석되고 있고 경제개발구법은 7장 62조, 부칙 2조로 구성됐으며 경제개발구의 창설, 개발, 관리, 분쟁해결 등에 대해 규정하고 있다.
경제개발구는 국가가 특별히 정한 법규에 따라 경제 활동에 특혜가 보장되는 특수경제지대라고 밝혔음을 알수가 있고 다른 나라의 법인, 개인과 경제조직, 해외동포는 경제개발구에 투자할 수 있으며 기업, 지사, 사무소 같은 것을 설립하고 경제 활동을 자유롭게 할 수 있다며 국가는 투자가에게 토지 이용, 노력 채용, 세금 납부 같은 분야에서 특혜적인 경제 활동 조건을 보장한다고 설명했음을 알 수 있다.
경제개발구에는 공업 개발구, 농업 개발구, 관광 개발구, 수출 가공구, 첨단 기술 개발구 같은 경제 및 과학 기술 분야의 개발구들이 속한다고 밝혀 분야별로 특화된 경제개발구들이 세워질 것임을 예고했다.
국가는 경제개발구를 관리 소속에 따라 지방급 경제개발구와 중앙급 경제개발구로 구분하여 관리하도록 한다며 지방 각지에 경제개발구들이 건설될 것임을 시사했다.

## 중앙급 경제 특구
현재 존재하는 중앙급 경제 특구는 5곳으로 지정이 되어 있으며 특히 라선 특구와 신의주 국제 경제 지대와 황금평 - 위화도 경제 특구와 원산 갈마 특구와 금강산 국제 관광 특구가 있음을 알수가 있다.
이중 가장 성공 가능성이 높은게 원산 갈마 특구로써 무려 150억 달러가 투자 되었으며 김정은의 지시로 강원도 원산 일대에 건설 중인 원산 갈마 해안 관광 특구가 2020년 4월에 완공될 예정이라고 러시아 일간 로시스카야 가제타가 14일 보도했음을 알수가 있다.
조선민주주의인민공화국 관계자는 앞서 2019년 10월에 단지가 문을 열 예정이었으나 서둘지 말라는 김정은의 지시로 2020년 4월 단지 1단계 시설이 완공될 예정이라고 설명했음을 알수가 있다.

## 중앙급 경제 개발구
현재 개발이 추진되고 있는 중앙급 경제 개발구는 총 5곳으로 무봉 국제 관광 특구와 진도 수출 가공구, 강령 국제 녹색 시범구와 은정 첨단 기술 개발구가 지정이 되어 있는데 가장 성공 가능성이 높은 것이 은정 첨단 기술 개발구로써 현재 쿠웨이트 기금에서 투자가 일부 이루어져 있음을 알수가 있다.
현재도 은정 첨단 기술 개발구에 관심이 많은 기업인이 있을 정도로 평가를 받고 있고 한 대만 잡지에 의하면 은정 첨단 기술 개발구와 대만 회사와의 합작이 있을 수 있다고까지 암시했다.

## 경제 개방 조치의 한계[5]
조선민주주의인민공화국은 경제개발구 아이디어를 1980년대 초반 중국에서 가져왔는데, 중국은 그 후로 경제개혁을 진행해 왔다.
조선민주주의인민공화국의 경제개발구가 중국의 선전 경제 특별구만큼 성공하기 위해서는 조선민주주의인민공화국의 경제개발구에만 국한되지 않은 국가 전반적인 경제운영 재고가 필요하다.
하지만 현재 조선민주주의인민공화국은 핵탄두와 미사일을 발사하는데 이어 다연장로켓을 쏴 결국 대한민국에게 해를 입히고 있음을 알수가 있다.
조선민주주의인민공화국이 외국 기업 및 정부와 장기적으로 신뢰 형성을 위해 노력해야 한다는 의미고, 이를 위해 법의 적용과 정치 경제적인 환경 개선이 필요하기 때문에 지리적인 요건 때문에 전략적으로 개설된 경제개발구의 경우 적당한 외국인 투자나 경제개발구에서의 규정 개정을 이용하려는 북한 내 기업의 투자를 받을 수 있다면 중기적으로 어느 정도 성공을 거둘 수 있다.